# Isaac Beeckman Academie
Isaac Beeckman Academie was een middelbare school in Kapelle. De school was vernoemd naar Isaac Beeckman.

## Schoolconcept
De school werkte met het schoolconcept van SvPO voor persoonlijk onderwijs in kleine klassen en met extra onderwijstijd en huiswerk op school.

## Gebouw
De Isaac Beeckman Academie was van september 2010 tot 1 augustus 2024 gevestigd aan de Stationsstraat 51. Het gebouw waar de school in huisvestte, is gebouwd in 1965 en telde destijds 1620m2. Toen de Isaac Beeckman Academie van start ging was het gebouw groot genoeg voor de tachtig leerlingen die er toen onderwezen werden. Echter, door een stijgend leerlingental, ontgroeide de school het gebouw. Om die reden werd bij de gemeente een plan ingediend om een stuk nieuwbouw aan te bouwen. De gemeente ging in het plan mee en daarom kent het gebouw een oud gedeelte en een nieuw gedeelte.

## Groei en inschrijving
De school telde in oktober 2022 310 leerlingen. Ieder jaar werden er, net zoals bij de andere Pvo scholen, 80 nieuwe leerlingen aangenomen. Bij overschrijding van het maximumaantal leerlingen werd ingeloot op de volgorde van reservering.

## Arbeidsvoorwaarden
Om de arbeidsvoorwaarden beter op de organisatie te laten aansluiten, biedt het SvPO-concept een eigen rechtspositieregeling als alternatief voor de cao. Daarin zitten verbeterde arbeidsvoorwaarden, waaronder kleinere klassen, hogere salarisschalen, een bonusregeling en extra vrije dagen.
De Algemene Onderwijsbond (AOb) had kritiek omdat de huiswerkbegeleiding die tijdens de lessen werd gegeven, niet als les werd gerekend. Daardoor werd voor die begeleiding geen voorbereidingstijd of nakijktijd vergoed. De AOb daagde de Isaac Beeckman Academie voor de rechter, maar die concludeerde dat de arbeidsvoorwaarden correct waren.

## Kritiek
In januari 2021 berichtte PZC over de onderwijskwaliteit die in het geding was bij de Isaac Beeckman Academie. Volgens de actiegroep SOS SvPO zou er 'een beerput worden opengetrokken'. In april 2022 berichtte Omroep Zeeland dat minister Wiersma de bestuurder een aanwijzing heeft gegeven om te vertrekken. De aanleiding hiervoor vormde een reeks inspectierapporten waaruit bleek de school niet meer zelfstandig zijn rekeningen kon betalen. Aangezien de bestuurder niet direct opstapte, riep de schoolleiding hem daartoe op in een brief.
Op 18 oktober 2022 werd de school als 'zeer zwak' beoordeeld door de Onderwijsinspectie. Het leerlingaantal bevond zich vanaf 2021 tot onder de opheffingsnorm.

## Bevoegd gezag
De school viel sinds een fusie in 2022 onder de schoolstichting Pvo.

## Sluiting
Per 1 augustus 2024 is de Isaac Beeckmanacademie gesloten omdat de financiering vanuit de rijksoverheid werd beëindigd vanwege een te laag leerlingen aantal en onvoldoende onderwijskwaliteit. De leerlingen werden verwezen naar andere scholen in Zeeland.